# Biblioteca Municipal Galo Sepúlveda Fuentes
La Biblioteca Municipal Galo Sepúlveda Fuentes (también llamada Centro Cultural Municipal Galo Sepúlveda, o simplemente Biblioteca Galo Sepúlveda) es un centro bibliográfico de la ciudad de Temuco, Chile, ubicado en avenida Arturo Prat 42. Es una de las bibliotecas que dependen de la Municipalidad de Temuco, la más grande de la Región de La Araucanía. Fue fundada el 20 de mayo de 1922, durante la administración municipal del alcalde Juan Cabezas Foster. Se dice que fue establecida por el profesor y filántropo Galo Sepúlveda Fuentes, pero él solamente se hizo cargo de su formación desde el día de su inauguración, y se convirtió en su director entre 1947 y 1972.
Anualmente, brinda más de cuatrocientos mil servicios a la comunidad, entre los que se consideran los préstamos de diarios, revistas y libros, las clases de computación y las actividades de extensión cultural. Cuenta con dos salas de lectura, Pablo Neruda (con servicio gratuito de Internet) y Gabriela Mistral (con los libros de ciencias y humanidades, enciclopedias completas y la colección personal de don Galo Sepúlveda). En total, poseen veintisiete mil textos.
La biblioteca posee, además, una hemeroteca con películas en VHS y una colección del diario El Austral que va desde 1932 a la fecha (aunque solamente se prestan los ejemplares de 1950 en adelante porque el resto se encuentra deteriorado). También destacan su sala de computación de Biblioredes, su salón auditorio y la sala de inclusión donde se enseña Braille y Jaws. Existe un taller de pintura desde agosto de 1942.

## Sala infantil
En octubre de 2017, fue inaugurada la biblioteca infantil del centro cultural Galo Sepúlveda, la cual tuvo un costo de sesenta y cuatro millones de pesos chilenos (ciento un mil dólares estadounidenses de 2017). Posee setenta y siete metros cuadrados, y alrededor de setecientos textos con temas de entretención, didácticos y valóricos. El espacio está habilitado para niños de dos a ocho años de edad, y es supervisado por una educadora de párvulos. La atención es coordinada con escuelas y jardines infantiles de Temuco.